# العلاقات الأرمنية الطاجيكية
العلاقات الأرمينية الطاجيكستانية هي العلاقات الثنائية التي تجمع بين أرمينيا وطاجيكستان.

## مقارنة بين البلدين
هذه مقارنة عامة ومرجعية للدولتين:
| وجه المقارنة                                              | أرمينيا                    | طاجيكستان                          |
| --------------------------------------------------------- | -------------------------- | ---------------------------------- |
| المساحة (كم2)                                             | 29.74 ألف                  | 143.10 ألف                         |
| عدد السكان (نسمة)                                         | 2.93 مليون                 | 8.92 مليون                         |
| الكثافة السكانية (ن./كم²)                                 | 98.52                      | 62.33                              |
| العاصمة                                                   | يريفان                     | دوشنبه                             |
| اللغة الرسمية                                             | لغة أرمنية                 | اللغة الطاجيكية                    |
| العملة                                                    | درام أرميني                | ساماني طاجيكي، الروبل الطاجيكستاني |
| الناتج المحلي الإجمالي (بليون دولار)                      | 11.54 مليار                | 7.15 مليار                         |
| الناتج المحلي الإجمالي (تعادل القوة الشرائية) بليون دولار | 25.41 مليار                | 24.03 مليار                        |
| الناتج المحلي الإجمالي الاسمي للفرد دولار أمريكي          | 3.49 ألف                   | 925                                |
| الناتج المحلي الإجمالي للفرد دولار أمريكي                 | 8.07 ألف                   | 2.69 ألف                           |
| مؤشر التنمية البشرية                                      | 0.743                      | 0.624                              |
| رمز المكالمات الدولي                                      | +374                       | +992                               |
| رمز الإنترنت                                              | .am، .հայ ‏                 | .tj                                |
| المنطقة الزمنية                                           | ت ع م+04:00، توقيت أرمينيا | ت ع م+05:00                        |

## منظمات دولية مشتركة
يشترك البلدان في عضوية مجموعة من المنظمات الدولية، منها:
| علم المنظمة | اسم المنظمة                        | تاريخ انضمام أرمينيا | تاريخ انضمام طاجيكستان |
| ----------- | ---------------------------------- | -------------------- | ---------------------- |
|             | مؤسسة التنمية الدولية              | 25 أغسطس 1993        | 4 يونيو 1993           |
|             | منظمة الأمن والتعاون في أوروبا     | 30 يناير 1992        | 30 يناير 1992          |
|             | مؤسسة التمويل الدولية              | 18 أبريل 1995        | 2 ديسمبر 1994          |
|             | منظمة حظر الأسلحة الكيميائية       | ?                    | ?                      |
|             | الأمم المتحدة                      | 2 مارس 1992          | 2 مارس 1992            |
|             | الاتحاد الدولي للاتصالات           | 30 يونيو 1992        | 28 أبريل 1994          |
|             | منظمة الشرطة الجنائية الدولية      | ?                    | ?                      |
|             | البنك الدولي للإنشاء والتعمير      | 16 سبتمبر 1992       | 4 يونيو 1993           |
|             | الاتحاد البريدي العالمي            | ?                    | ?                      |
|             | وكالة ضمان الاستثمار متعدد الأطراف | 5 ديسمبر 1995        | 9 ديسمبر 2002          |
|             | بنك التنمية الآسيوي                | 2005                 | 1998                   |
|             | يونسكو                             | 9 يونيو 1992         | 6 أبريل 1993           |
|             | الفريق المعني برصد الأرض           | ?                    | ?                      |

## وصلات خارجية
- موقع وزارة الخارجية الأرمينية